# Ličartovce
Ličartovce este o comună slovacă, aflată în districtul Prešov din regiunea Prešov. Localitatea se află la altitudinea de 282 m deasupra n.m., se întinde pe o suprafață de 8,29 km2 și în 2017 număra 983 de locuitori.

## Istoric
Localitatea Ličartovce este atestată documentar din 1249.

## Demografie
| An:                | 1994 | 2004   | 2014   | 2024   |
| ------------------ | ---- | ------ | ------ | ------ |
| Număr de persoane: | 956  | 947    | 974    | 972    |
| Diferență:         |      | −0,94% | +2,85% | −0,20% |

| An:                | 2023 | 2024   |
| ------------------ | ---- | ------ |
| Număr de persoane: | 960  | 972    |
| Diferență:         |      | +1,25% |